# Mentiras (serie de televisión)
Mentiras es una serie de televisión española producida por Atresmedia Studios, la productora de televisión para terceros de Atresmedia. Está protagonizada por Javier Rey, Ángela Cremonte, Manuela Velasco, Susi Sánchez y Paco Tous, entre otros. Es una adaptación española de la serie inglesa Liar, que fue creada por los hermanos Harry y Jack Williams para la ITV y Sundance TV. A diferencia de las otras series de Atresmedia Studios, que fueron dirigidas a plataformas de streaming como Movistar+ o Amazon Prime Video, esta serie fue producida para su emisión en la cadena principal de Atresmedia, Antena 3; sin embargo, luego se anunció que se preestrenaría de forma exclusiva en Atresplayer Premium el 19 de abril de 2020, con el estreno de Antena 3 dejado sin fecha. Finalmente se estrenó en televisión en Antena 3 el 12 de enero de 2022.

## Sinopsis
Laura Munar (Ángela Cremonte), es una joven profesora de literatura que verá como su vida cambia por completo cuando tras pasar una noche con el reputado cirujano de Palma de Mallorca (donde se localiza la acción), Xavier Vera (Javier Rey), cree haber sido violada por este. Los inspectores Daniela Bauzá (Itziar Atienza) y Víctor Silva (Paco Tous) tendrán la complicada misión de resolver un turbio caso del que apenas hay pruebas y es que en este caso será la palabra de uno contra el de la otra; pero ella tiene un problema que posiblemente no le pondrá las cosas fáciles frente a las autoridades, y es que cuenta con un historial de denuncias por acoso y trastornos psicológicos.

## Reparto

### Reparto principal
- Ángela Cremonte – Laura Munar
- Javier Rey – Xavier Vera
- Manuela Velasco – Catalina "Cata" Munar
- Miquel Fernández – Iván Reyes
- Itziar Atienza – Daniela Bauzá Fortún
- Víctor Duplá – Sergio

con la colaboración especial de
- Paco Tous – Víctor Silva
- Clara Segura – Directora del hospital (Episodio 2; Episodio 4)
- Pau Durà – Mario Cuevas (Episodio 2 - Episodio 3)
- Susi Sánchez – Teresa (Episodio 4)
- Eva Llorach – Amparo (Episodio 4; Episodio 6)

### Reparto secundario
- Óscar Ortuño – Lucas Vera
- Sofía Oria – Amal Maalouf
- Fran Cantos – Rafael "Rafa" Nieto (Episodio 1 - Episodio 4; Episodio 6)
- Rubén de Eguía – Ricard (Episodio 1 - Episodio 2; Episodio 4)
- Rodrigo Sáenz de Heredia – Pedro (Episodio 1 - Episodio 2; Episodio 6)
- Paloma Vidal – Cristina (Episodio 1)
- Carlos Llecha – Pol (Episodio 1; Episodio 5 - Episodio 6)
- Rafa Ortiz – Nico (Episodio 1 - Episodio 2; Episodio 4)
- Ana Garberí  - Clara, amiga de Amal (Episodio 1 - Episodio 4; Episodio 6)
- Khaled Kouka - Sr. Maalouf (Episodio 3)
- Diego Godoy - Luis (Episodio 3)
- Jorge Kent - Fran (Episodio 4; Episodio 6)
- Alejandra Lorente - Elena (Episodio 4)
- Pedro Freijeiro - Jaume (Episodio 4)
- Ascen López - Adela (Episodio 5 - Episodio 6)
- Sara Moraleda - Mía (Episodio 5 - Episodio 6)
- Pedro Aijón - César (Episodio 5)
- Agnes Llobet - Julia (Episodio 6)
- Ana Gracia - Victoria (Episodio 6)

## Capítulos
| N.º | Título              | Dirigido por         | Escrito por | Fecha de estreno en Antena 3 | Fecha de preestreno en Atresplayer Premium | Audiencia en Antena 3 |
| --- | ------------------- | -------------------- | --- | ---------------------------- | ------------------------------------------ | --------------------- |
| 1   | «¿Me crees?»        | Norberto López Amado | Argumento: Tatiana Rodríguez, Javier San Román, Marina Velázquez y Camino López Guion: Marina Velázquez, Javier San Román y Tatiana Rodríguez | 12 de enero de 2022          | 19 de abril de 2020                        | 1 734 000 (13,2%)     |
| 2   | «Consecuencias»     | Norberto López Amado | Argumento: Tatiana Rodríguez, Javier San Román, Marina Velázquez y Camino López Guion: Javier San Román                                       | 19 de enero de 2022          | 26 de abril de 2020                        | 1 551 000 (12,6%)     |
| 3   | «No sirve de nada»  | Curro Novallas       | Argumento: Tatiana Rodríguez, Javier San Román, Marina Velázquez y Camino López Guion: Marina Velázquez                                       | 26 de enero de 2022          | 3 de mayo de 2020                          | 1 541 000 (12,2%)     |
| 4   | «¿A cuántas más?»   | Curro Novallas       | Argumento: Tatiana Rodríguez, Javier San Román, Marina Velázquez y Camino López Guion: Tatiana Rodríguez                                      | 2 de febrero de 2022         | 10 de mayo de 2020                         | 1 660 000 (13,3%)     |
| 5   | «La verdad»         | Norberto López Amado | Argumento: Tatiana Rodríguez, Javier San Román, Marina Velázquez y Camino López Guion: Tatiana Rodríguez                                      | 9 de febrero de 2022         | 17 de mayo de 2020                         | 1 588 000 (13,4%)     |
| 6   | «Estamos muy cerca» | Norberto López Amado | Argumento: Tatiana Rodríguez, Javier San Román, Marina Velázquez y Camino López Guion: Marina Velázquez, Javier San Román y Tatiana Rodríguez | 16 de febrero de 2022        | 24 de mayo de 2020                         | 1 810 000 (14,9%)     |